# 양진중학교 (경기)
양진중학교는 대한민국 경기도 안성시 공도읍 진사리에 있는 공립 중학교이다.

## 학교 연혁
- 2008년 1월 7일 : 양진중학교 설립인가(24학급)
- 2008년 2월 15일 : 양진중학교 준공
- 2008년 3월 1일 : 개교(1학년 4학급)
- 2008년 3월 1일 : 초대 천성덕 교장 부임
- 2008년 3월 3일 : 제1회 입학식(남 76명, 여 73명 계 149명)
- 2008년 4월 29일 : 개교식
- 2009년 3월 1일 : 교원능력개발평가 선도학교지정·운영(~2010.02.28)
- 2009년 10월 14일 : Wee Class, 도서실, 음악실 등 특별실 및 교과교실 완성
- 2011년 2월 9일 : 제1회 졸업식(남 74명, 여 68명 계 142명)
- 2023년 3월 1일 : 제5대 김상중 교장 부임
- 2024년 1월 5일 : 제14회 졸업식(남 79명, 여 80명 계 159명)
- 2024년 3월 4일 : 제17회 입학식(남 60명, 여 82명 계 142명)

## 참고 자료
- 양진중학교 - 한국교육학술정보원 학교알리미